# سافيو
سافيو بورتوليني بيمينتيل الشهير باسم سافيو (9 يناير 1974

 في فيلا فيلها) (بالبرتغالية:Sávio Bortolini Pimentel ) لاعب كرة قدم برازيلي معتزل كان يجيد اللعب في مركز الجناح .
لعب سافيو في أندية فلامينغو (1988-1997) ريال مدريد (1998-2003) بوردو بالإعارة (2002-2003) ريال سرقسطة (2003-2006) فلامينغو مجددا (2006) ريال سوسيداد (2007) ليفانتي (2007) ديسبورتيفا كابيزابا (2008) أنورثوسيس فاماغوستا (2008-2009) .
ساهم سافيو في تتويج نادي فلامينغو ببطولة دوري الدرجة الأولى 1992 وبطولة ولاية ريو دي جانيرو 1996 كما ساهم في تتويج نادي ريال مدريد ببطولة دوري أبطال أوروبا 3 مرات مواسم 1997/1998 ، 1999/2000 ، و2001/2002 وبطولة كأس العالم للأندية 1998 وبطولة دوري الدرجة الأولى موسم 2000/2001 وبطولة كأس السوبر الأوروبي 2002 كما ساهم في تتويج نادي ريال سرقسطة ببطولة كأس إسبانيا موسم 2003/2004 وبطولة كأس السوبر الإسباني 2004 .
شارك سافيو مع منتخب البرازيل في 44 مباراة دولية مسجلا 17 هدف في الفترة من 1994 إلى 2000 .
تم استدعائه للمشاركة في بطولة كأس كوبا أمريكا 1995 التي أقيمت في الأوروغواي والتي احتل فيها المركز الثاني بعد خسارته في المباراة النهائية من منتخب الأوروغواي المستضيف بركلات الجزاء الترجيحية .
تم استدعائه مجددا للمشاركة في مسابقة كرة القدم بدورة الألعاب الأولمبية الصيفية 1996 التي أقيمت في مدينة أتلانتا الأمريكية . شارك سافيو أساسيا في المباراة الأولى أمام منتخب اليابان ولم يفعل أي شيء مميز ولذلك تم استبداله وانتهت بالخسارة 0/1 ثم شارك بديلا أمام منتخب المجر وانتهت بالفوز 3/1 وشارك مجددا بديلا أمام منتخب نيجيريا التي انتهت بالفوز 1/0 . غاب عن مباراة الدور الربع النهائي أمام منتخب غانا التي انتهت بالفوز 4/2 وعاد بديلا في مباراة الدور النصف النهائي أمام منتخب نيجيريا التي انتهت بالخسارة 3/4 ثم غاب عن مباراة تحديد صاحب المركز الثالث أمام منتخب البرتغال التي انتهت بالفوز 5/0 .

## مسيرته الكروية
لعب سافيو خلال مسيرته الاحترافية مع 9 أندية في عشرون موسمًا وسجل خلالها 74 هدفًا ضمن 375 مباراة. حيث فاز في موسمين بالكأس وفي موسم واحد بالدوري.
خاض سافيو مسيرته مع نادي فلامنغو في موسم 1993 في المرة الأولى ليلعب معه خمسة مواسم ثم ما بين عامي 2006 و2007 لمدة موسم واحد، مشاركًا طوالها في 84 مباراة سجل خلالها 20 هدف. ثم انتقل إلى نادي ريال مدريد في موسم 1997–98 ليلعب معه خمسة مواسم، حيث شارك في 105 مباراة سجل خلالها 16 هدفًا. لينتقل بعدها إلى نادي جيروندان بوردو في موسم 2002–03 لمدة موسم واحد، مشاركًا في 27 مباراة سجل خلالها 7 أهداف. ثم انتقل إلى نادي ريال سرقسطة في موسم 2003–04 واستمر معه طيلة ثلاثة مواسم، مشاركًا في 95 مباراة سجل خلالها 16 هدفًا. هذا وانتقل لاحقًا إلى نادي ريال سوسيداد في موسم 2006–07 لمدة موسم واحد، مشاركًا في 19 مباراة سجل خلالها 5 أهداف. ثم انتقل بعدها إلى نادي ليفانتي في موسم 2007–08 لمدة موسم واحد، مشاركًا في 12 مباراة ولم يسجل أي هدف. ليعود وينتقل من جديد، لكن هذه المرة إلى نادي ديسبورتيفا كابيزابا ما بين عامي 2008 و2009 لمدة موسم واحد، مشاركًا في 9 مباريات سجل خلالها 6 أهداف. لينتقل بعدها إلى نادي أنورثوسيس فاماغوستا في موسم 2008–09 لمدة موسم واحد، مشاركًا في 16 مباراة سجل خلالها 4 أهداف. ثم لعب في نادي أفاي لكرة القدم ما بين عامي 2010 و2011 لمدة موسم واحد، مشاركًا في 8 مباريات ولم يسجل أي هدف.

## روابط خارجية
- سافيو على موقع الاتحاد الدولي (مؤرشف)  (الإنجليزية)
- سافيو على موقع الاتحاد الأوربي (الإنجليزية)
- سافيو على موقع رابطة كرة القدم الفرنسية للمحترفين (الإنجليزية)
- سافيو على موقع قاعدة بيانات كرة القدم.إي يو (الإنجليزية)
- سافيو على موقع ليكيب (الفرنسية)
- سافيو على موقع ناشيونال فوتبول تيمز (الإنجليزية)
- سافيو على موقع عالم كرة القدم.نت (الإنجليزية)
- سافيو على موقع أوليمبيديا (الإنجليزية)
- سافيو على موقع اللجنة الأولمبية البرازيلية (البرتغالية)